# La Rabatelière
La Rabatelière – miejscowość i gmina we Francji, w regionie Kraj Loary, w departamencie Wandea.
Według danych na rok 1990 gminę zamieszkiwało 708 osób, a gęstość zaludnienia wynosiła 86 osób/km² (wśród 1504 gmin Kraju Loary La Rabatelière plasuje się na 721. miejscu pod względem liczby ludności, natomiast pod względem powierzchni na miejscu 1079.).